# Diocesi di Decoriana
La diocesi di Decoriana (in latino Dioecesis Decorianensis) è una sede soppressa e sede titolare della Chiesa cattolica.

## Storia
Decoriana, nell'odierna Tunisia, è un'antica sede episcopale della provincia romana di Bizacena.
Sono noti due vescovi di questa diocesi. Il nome di Leonzio figura al 12º posto nella lista dei vescovi della Bizacena convocati a Cartagine dal re vandalo Unerico nel 484; Leonzio, come tutti gli altri vescovi cattolici africani, fu condannato all'esilio. Pascasio partecipò al concilio antimonotelita di Cartagine del 646; la lettera sinodale da lui sottoscritta fu letta durante il concilio romano del 649 presieduto da papa Martino I.
Dal 1933 Decoriana è annoverata tra le sedi vescovili titolari della Chiesa cattolica; dal 10 febbraio 2021 il vescovo titolare è Guillermo Antonio Cornejo Monzón, vescovo ausiliare di Lima.

## Cronotassi

### Vescovi
- Leonzio † (menzionato nel 484)
- Pascasio † (menzionato nel 646)

### Vescovi titolari
- Felipe Benito Condurú Pacheco † (17 gennaio 1959 - 1º ottobre 1972 deceduto)
- Julius Gábriš † (19 febbraio 1973 - 13 novembre 1987 deceduto)
- Max Takuira Matthew Mariu, S.M. † (30 gennaio 1988 - 12 dicembre 2005 deceduto)
- Jan Niemiec † (21 ottobre 2006 - 27 ottobre 2020 deceduto)
- Guillermo Antonio Cornejo Monzón, dal 10 febbraio 2021